# Loria
Loria es una localidad y comune italiana de la provincia de Treviso, región de Véneto, con 8.913 habitantes.

## Evolución demográfica
| Gráfica de evolución demográfica de Loria entre 1861 y 2008 |
|                                                             |
| Fuente ISTAT - elaboración gráfica de Wikipedia             |